# 小島直人
小島 直人（こじま なおと、1978年3月30日 - ）は、神奈川県川崎市出身のサッカー指導者。

## 来歴
イギリスでの選手経験の後、指導者として中学、高校、地域クラブや東京ヴェルディコーチとして様々なカテゴリーの育成年代選手の指導にあたる。2007年よりNIKEエリートトレーニング専属コーチとして関東・関西地区で、毎年1万人以上の中高生をクリニックにて指導。独特の育成方法に定評があり、一般社団法人大森フットボールクラブ（大森FC）の代表を務めている。
2013年より、FC岐阜のトップチームコーチに就任。日本サッカー協会公認Ｂ級コーチライセンス、イングランド協会公認コーチレベル1保有
。

## 所属クラブ
- 読売サッカークラブスクール
- 川崎市立南菅中学校
- 東亜学園高等学校
- ポートフィールドFC
- クラウン&マナーFC
- 国士舘大学

## 指導歴
- 2004年 - 大森FC 代表、監督
- 2003年 - 2007年 東京ヴェルディ普及部 コーチ
- 2007年 - 2011年 ナイキエリートトレーニング 専属コーチ
- 2013年 - 2014年 FC岐阜 コーチ